# Nuldimensionaal

Overzicht van de dimensies in de meetkunde.

Nuldimensionaal of 0D is een voorstelling zonder dimensies: er bestaat dus geen lengte, breedte of hoogte. Een vast punt (al dan niet aangegeven met coördinaten binnenin een object van meer dan nul dimensies) wordt als een nuldimensionaal object gezien.